# Ionenbestrahlung
Die Ionenbestrahlung ist eine Therapieform bei Krebserkrankungen. Im Gegensatz zu einer Bestrahlung mit elektromagnetischen Strahlen wird das Maximum an Energie direkt im Tumorherd entladen. Das darüberliegende Gewebe wird sehr viel weniger geschädigt. Die Heilungschancen sind nicht größer als bei einer Therapie mit anderen Strahlen, aber es entstehen weitaus weniger Nebenwirkungen. Es werden hauptsächlich Kohlenstoff- und Neonionen verwendet.
Diese Therapieform hat nichts mit der "endogene zyklotronische Ionentherapie" zu tun.
Siehe auch: Strahlentherapie, Partikeltherapie, Protonentherapie, Schwerionentherapie